# Arnaud de Courson
Pour les articles homonymes, voir Courson.
 (novembre 2020).
Si vous disposez d'ouvrages ou d'articles de référence ou si vous connaissez des sites web de qualité traitant du thème abordé ici, merci de compléter l'article en donnant les références utiles à sa vérifiabilité et en les liant à la section « Notes et références ».
Arnaud de Courson de La Villeneuve, dit Arnaud de Courson, né le 2 août 1964, à Boulogne-Billancourt (France) est un chef d’entreprise et homme politique français, conseiller départemental des Hauts-de-Seine de 2011 à 2021 et conseiller municipal de Levallois-Perret entre 2014 et 2020.

## Biographie

### Jeunesse et formation
Né à Boulogne-Billancourt le 2 août 1964, d'une famille originaire du Pays Basque, il grandit dans l'Oise, avant de rejoindre la région parisienne pour étudier. Il obtient son baccalauréat scientifique en 1982 à Chantilly. 
Inscrit à l’université Paris-Dauphine, il obtient une maîtrise en sciences de gestion filière finance en 1987, puis un DESS de finance d'entreprise et ingénierie financière (master 225) l'année suivante. Il conclut sa formation avec un diplôme d'analyste financier de la Société française des analystes financiers (SFAF) en 1992.

### Carrière professionnelle
Après près de 20 ans comme collaborateur de banques d’investissement (Deutsche Bank, CCF-HSBC, Crédit Lyonnais), il rejoint en 2005 le cabinet de recrutement Transearch, où il dirige le pôle finance. En 2010, il crée sa société de conseil en recrutement, ALVEOL Partners.

### Parcours politique
Il s'engage en politique à l'âge de 17 ans en adhérant au Parti républicain ainsi qu'au Mouvement des jeunes giscardiens. Il devient membre du bureau politique de ce dernier en 1983.
En 1994, il devient adhérent direct de l'Union pour la démocratie française (UDF), persuadé qu'il fallait un parti unifié au côté du RPR.  Il est membre du conseil national de l’UDF de 2001 à 2004, mais il le quitte après le premier tour de l’élection présidentielle de 2007, en désaccord avec les choix de François Bayrou. 
Il est élu aux élections municipales de 1995 sur la liste divers droite d’Olivier de Chazeaux et devient adjoint au maire chargé des affaires économiques. Président de la section UDF de Levallois-Perret, il crée en 1997 son association locale, Agir ensemble pour Levallois (AEL). En désaccord avec le maire, il quitte la majorité municipale en 1999, mais continue à siéger au conseil municipal jusqu'en 2003. 
Arnaud de Courson se présente pour la première fois comme tête de liste à Levallois-Perret à l'élection municipale de 2001. 
En mars 2011, il est candidat dans le canton de Levallois-Perret-Sud face à l'adjointe au maire, Isabelle Balkany. Il remporte alors l’élection avec 55,95 % des voix au second tour,. Indépendant, il soutient la politique de la majorité départementale conduite par Patrick Devedjian[réf. souhaitée]. 
En février 2013, Courson annonce sa candidature à l'élection municipale de mars 2014 à Levallois-Perret. La liste qu'il conduit obtient 32,36 % des voix (face à celle de Patrick Balkany) et huit élus au conseil municipal.
En décembre 2014, il se déclare candidat divers droite aux élections départementales des Hauts-de-Seine dans le nouveau canton de Levallois-Perret, en binôme avec Frédérique Collet, sa suppléante aux élections cantonales de 2011. Ils sont soutenus par Jean-Christophe Fromantin, maire UDI de Neuilly-sur-Seine. Ils sont élus conseillers départementaux au second tour, en obtenant 53,29 % des suffrages face aux deux candidats soutenus par Les Républicains et Patrick Balkany.
Le 1er mars 2016, Patrick Balkany est condamné à payer 1 000 € de dommages et intérêts à Courson pour diffamation.
Candidat aux élections législatives de 2017 dans la 5e circonscription des Hauts de Seine regroupant Clichy et Levallois, après le retrait de Patrick Balkany, il obtient l'investiture des Républicains, parti auquel il n'avait pas encore adhéré, en février 2017. C'est finalement la candidate de La République en marche, Céline Calvez, qui l'emporte au second tour du scrutin.
Arnaud de Courson se présente aux élections municipales de 2020 à Levallois-Perret à la tête d’une liste divers droite. Il est battu au second tour dans le cadre d’une triangulaire, recueillant 33,25 % des suffrages exprimés contre 45,82 % pour la liste d'union de la droite conduite par Agnès Pottier-Dumas. Il démissionne du conseil municipal avant sa première réunion et ne se représente pas aux élections départementales de 2021. 